# Дёплер, Карл Эмиль
Карл Эмиль Дёплер (нем. Carl Emil Doepler, 8 марта 1824 г. Варшава; † 20 августа 1905 г. Берлин) — немецкий живописец, график, литературный иллюстратор и театральный художник, дизайнер сцены и театральных костюмов.

## Жизнь и творчество
Родился в тогда русской Польше. Художественное образование получил в Мюнхене, был учеником литографа Фердинанда Пилоти. В период с 1849 по 1854 год живёт и работает в США, в Нью-Йорке. однако затем возвращается в Германию для продолжения учёбы у сына Ф. Пилоти, Карл Теодор фон Пилоти. С 1860 и до 1870 года служит театральным художником в веймарском Немецком национальном театре и Государственной капелле, а также преподаёт искусство костюмирования в местной художественной школе. С 1870 года К. Э. Дёплер — профессор искусств в Берлине. Автор многочисленных иллюстраций периодических изданий (напр. «Садовая листва» (Die Gartenlaube) и книг, мастер настенной монументальной живописи для частных домов. Автор картин и графических работ на темы германо-скандинавской мифологии.
Одной из наиболее значительных его работ как театрального художника было создание 500 эскизов различных костюмов для первой постановки оперы Р. Вагнера «Кольцо Нибелунгов» в открытых в 1876 году байрёйтских фестивалях. Вагнер нашёл эти наброски «слишком историчными». Тем не менее костюмы были созданы и использованы в театре. В 1881 году они были, вместе со всем остальным реквизитом первых постановок «Кольца», директору оперы Ангело Нойману, который отправил байрёйтскую труппу с гастролями по всей Европе. После этого костюмы Дёплера стали считаться классическими для «Кольца Нибелунгов».

## Семья
К. Э. Дёплер был женат на Берте, урождённой Шюлер (скончалась в феврале 1902 года в возрасте 80 лет в Берлине), двоюродной сестре поэтессы Эльзы Ласкер-Шюлер. Сын — Эмиль Дёплер (1855—1922), тоже художник, график, занимался также прикладным искусством и геральдикой.

## Галерея

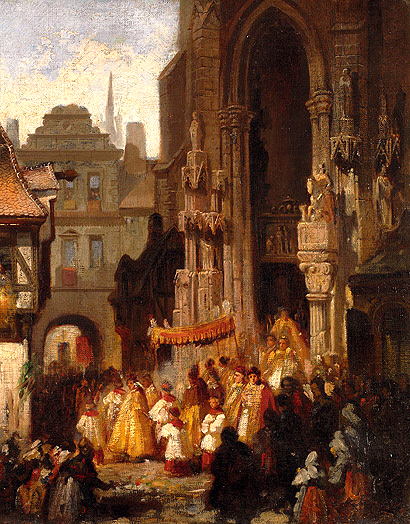
Праздничная процессия в день Тела Христова
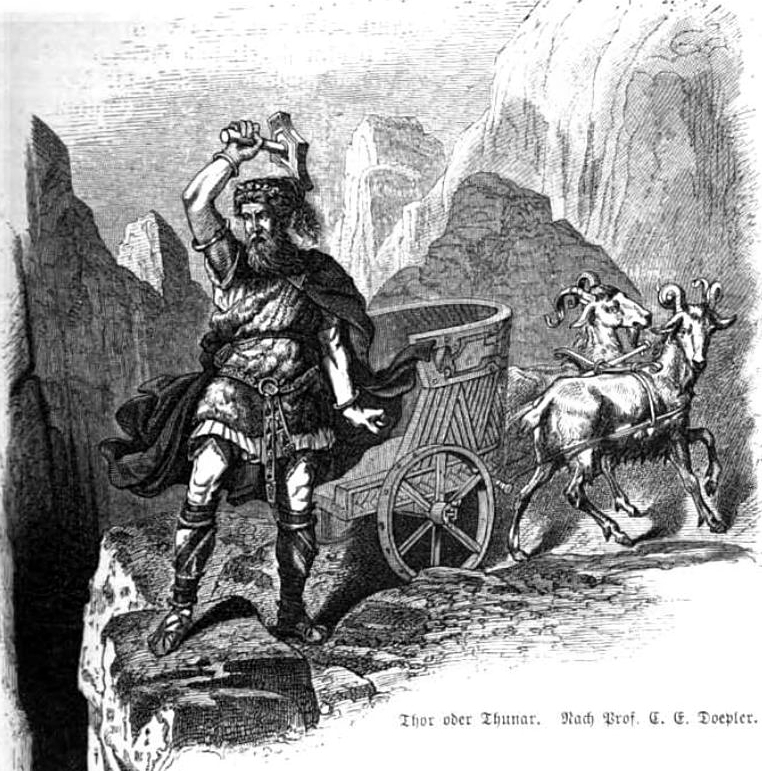
"Тор, или Тунар"
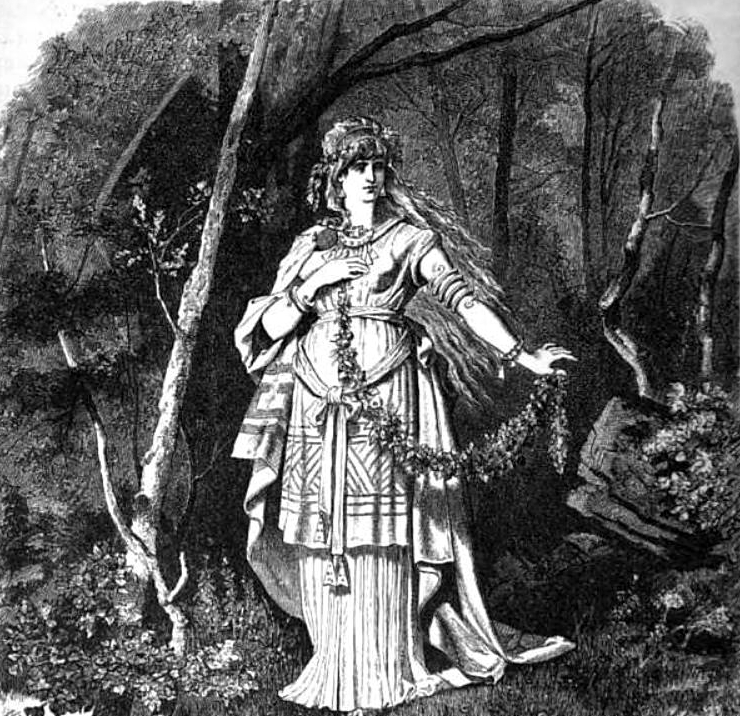
"Фрейя"
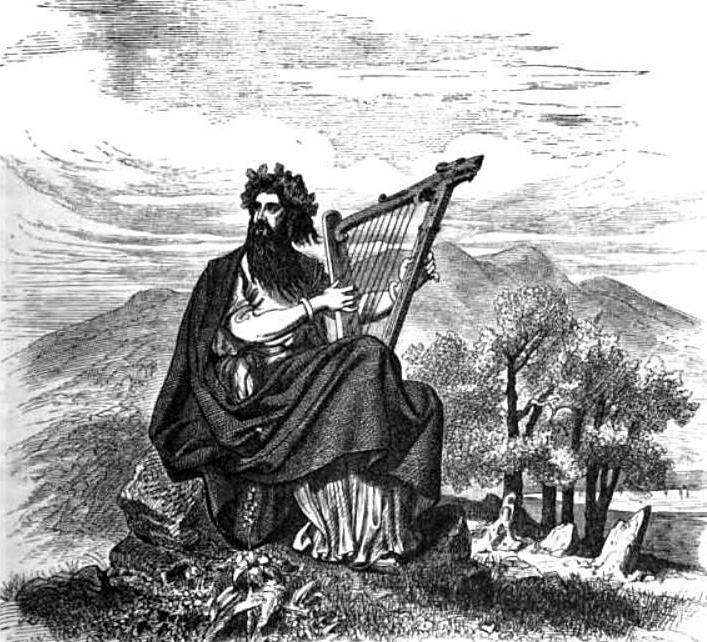
"Браги"
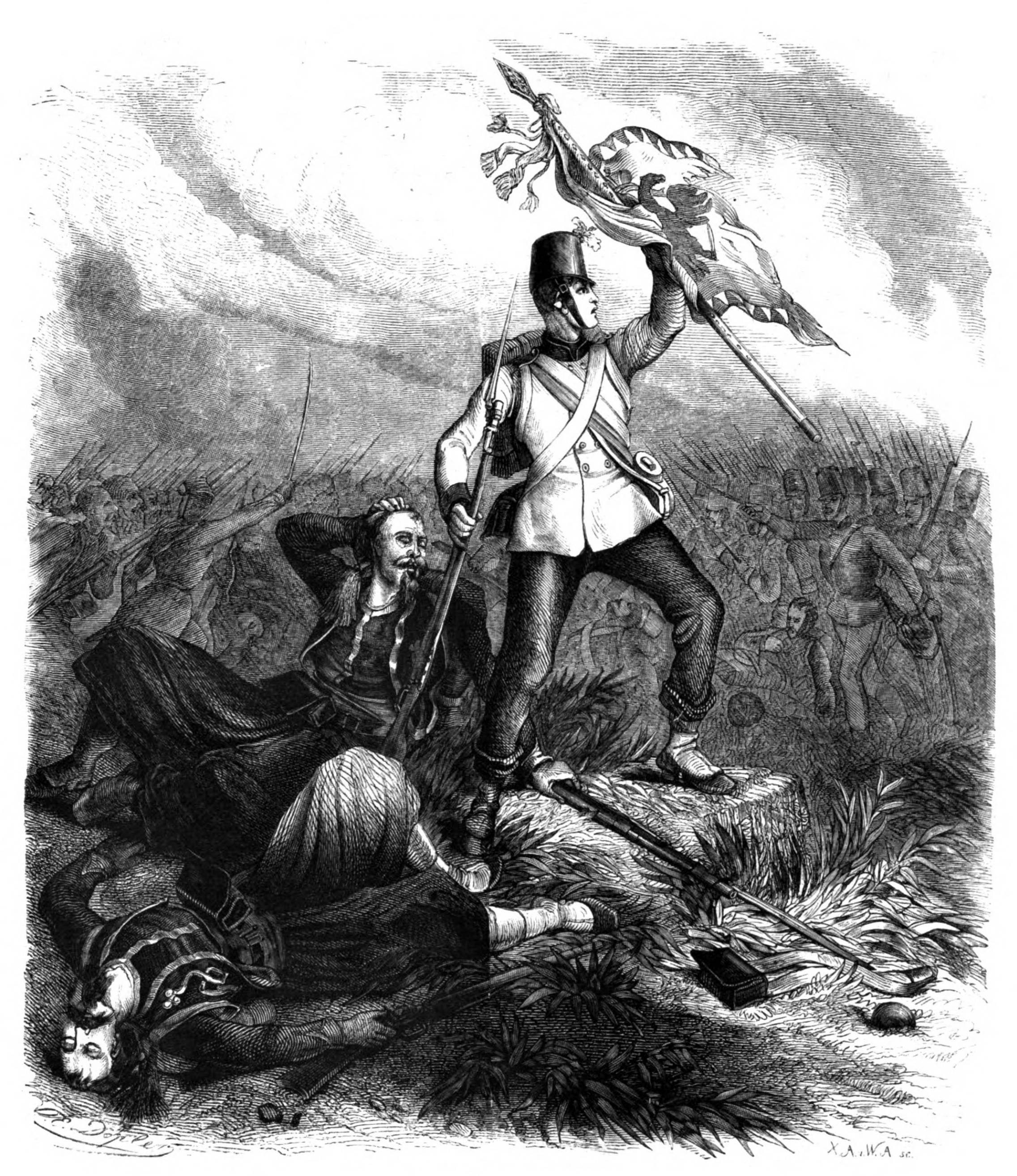
из издания «Садовая листва» (за 1859 год)